# Organizzazione internazionale per il legname tropicale
L'Organizzazione internazionale per il legname tropicale (International Tropical Timber Organization, sigla ITTO, è un'organizzazione intergovernativa che promuove la gestione sostenibile e la conservazione delle foreste tropicali e l'espansione e la diversificazione del commercio internazionale di legname tropicale proveniente da foreste gestite in modo sostenibile e raccolto nel rispetto della legalità.

## Storia
Il 18 novembre 1983, a Ginevra, con il patrocinio della Conferenza delle Nazioni Unite sul commercio e lo sviluppo (UNCTAD), 69 paesi delle Nazioni Unite (36 produttori e 33 consumatori) hanno sottoscritto l'Accordo internazionale per il legname tropicale (International Tropical Timber Agreement, ITTA) con il quale si stabiliva la costituzione dell'Organizzazione internazionale per i boschi tropicali (art. 3 dell'Accordo), in vigore dal 1º aprile 1985 (art. 37, comma 3 dell'Accordo).
Il 26 aprile 1994 la conferenza indetta dall'UNCTAD ha approvato il testo di un nuovo Accordo, sostituito dal definitivo Accordo del 2006.

## Aree di intervento

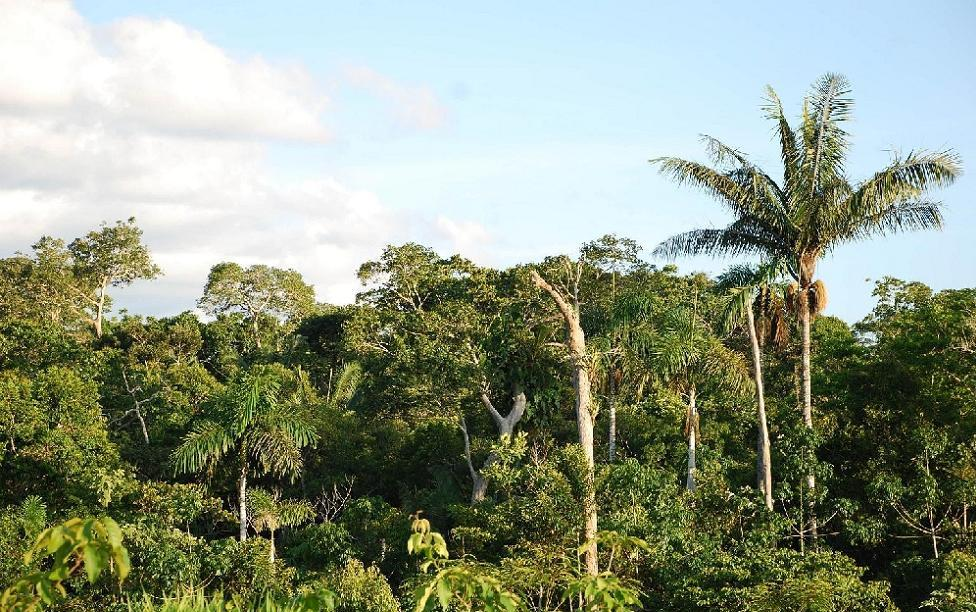
Foresta vergine al confine tra Bolivia e Perù

L'Organizzazione internazionale per il legname tropicale formula politiche pertinenti ai suoi obiettivi e assiste i membri nell'attuazione di tali politiche attraverso i suoi programmi tematici e un portafoglio di progetti e altre attività. La maggior parte dei progetti e delle attività sono attuati da organizzazioni a livello nazionale e locale, compresi il governo, la società civile e il settore privato. Il Segretariato supervisiona, monitora e valuta il programma sul campo sotto la direzione del Consiglio internazionale per il legname tropicale.
L'Organizzazione ha sei principali aree di intervento:
1. Gestione sostenibile delle foreste
2. Economia, statistiche e mercati
3. Industrie forestali sostenibili
4. Adattamento e mitigazione del cambiamento cliìmatico
5. Sviluppo delle capacità
6. Contributo agli obiettivi di sviluppo sostenibile

L'Organizzazione internazionale per il legname tropicale pubblica, con una propria redazione, il Tropical Forest Update con cadenza trimestrale, e un Rapporto annuale.

## Membri

### Paesi produttori
Africa
- Benin
- Camerun
- Rep. Centrafricana
- Rep. del Congo
- RD del Congo
- Costa d'Avorio
- Gabon
- Ghana
- Liberia
- Madagascar
- Mali
- Mozambico
- Togo

Asia e Pacifico
- Birmania
- Cambogia
- Figi
- Filippine
- India
- Indonesia
- Malaysia
- Papua Nuova Guinea
- Thailandia
- Vietnam

America latina
- Brasile
- Colombia
- Costa Rica
- Ecuador
- Guatemala
- Guyana
- Honduras
- Messico
- Panama
- Perù
- Suriname
- Trinidad e Tobago
- Venezuela

### Paesi consumatori
- Albania
- Australia
- Austria
- Belgio
- Bulgaria
- Rep. Ceca
- Cina
- Cipro
- Corea del Sud
- Croazia
- Danimarca
- Estonia
- Finlandia
- Francia
- Germania
- Giappone
- Grecia
- Irlanda
- Italia
- Lettonia
- Lituania
- Lussemburgo
- Malta
- Norvegia
- Nuova Zelanda
- Paesi Bassi
- Polonia
- Portogallo
- Regno Unito
- Romania
- Slovenia
- Slovacchia
- Spagna
- Stati Uniti
- Svezia
- Svizzera
- Ungheria
- Unione europea

## Organizzazione
Il Consiglio dell'ITTO è l'organo decisionale che riunisce i paesi membri, una volta all'anno, per sviluppare politiche relative alle foreste e approvare e finanziare progetti da realizzare sul campo.
Il Consiglio è assistito da quattro comitati: il Comitato per l'economia, le statistiche e i mercati; il Comitato per il rimboschimento e la gestione forestale; il Comitato per l'industria forestale; il Comitato per le finanze e l'amministrazione. Di solito i comitati si riuniscono durante le sessioni del Consiglio.
Il Segretariato, diretto dal Direttore esecutivo, è composto da tre divisioni: Divisione gestione delle foreste, Divisione commercio e industria, Divisione operatività.